# Garat (gmina)
Garat – miejscowość i gmina we Francji, w regionie Nowa Akwitania, w departamencie Charente.

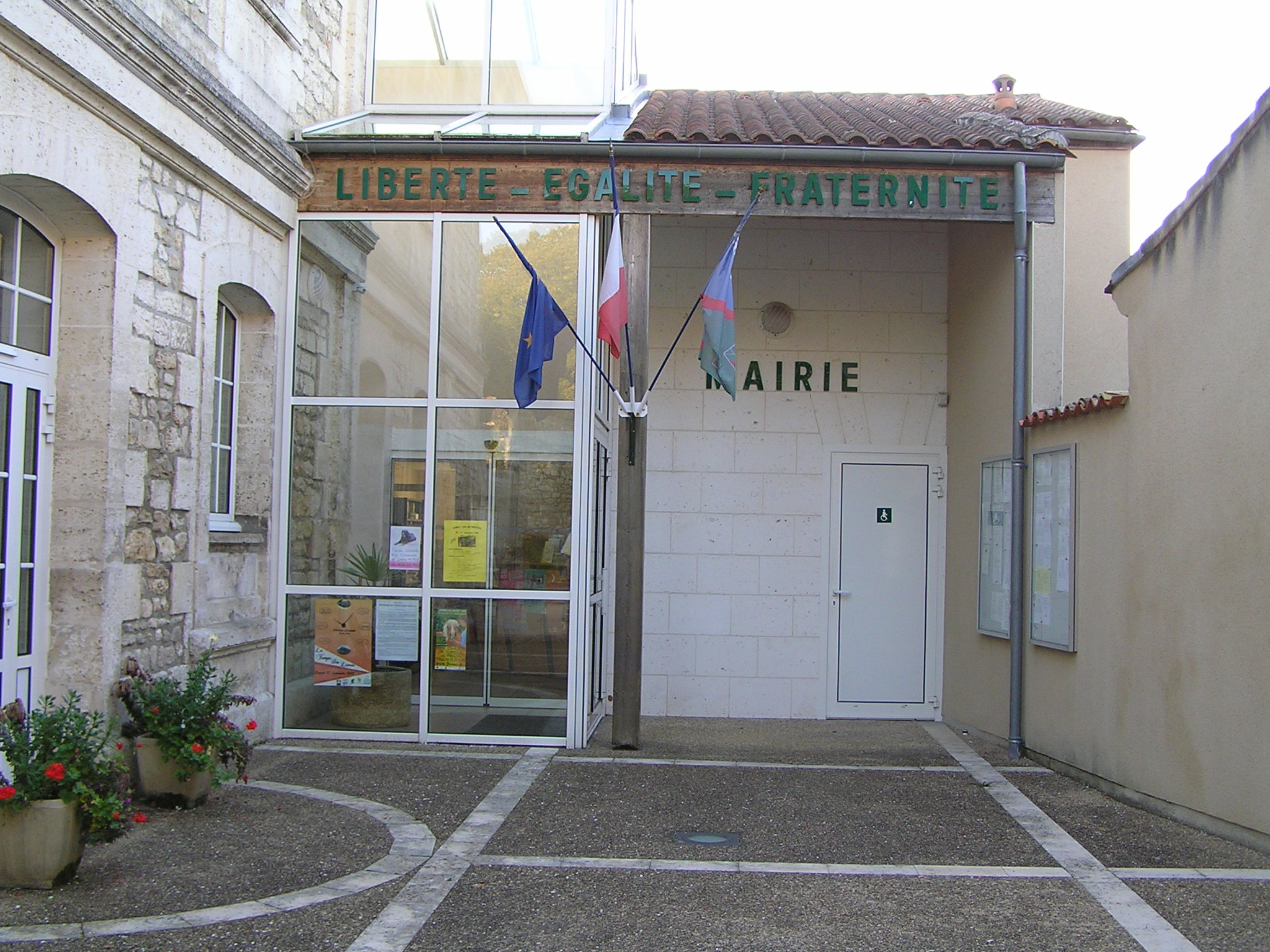
Siedziba merostwa Garat

Według danych na rok 1990 gminę zamieszkiwały 1484 osoby, a gęstość zaludnienia wynosiła 76 osób/km² (wśród 1467 gmin regionu Poitou-Charentes Garat plasuje się na 190. miejscu pod względem liczby ludności, natomiast pod względem powierzchni na miejscu 411.).